# Arnaud Tournant
Arnaud Tournant (Roubaix, 5 aprile 1978) è un ex pistard francese.
Con 14 successi ai campionati del mondo su pista, nove dei quali solo nella velocità a squadre, è il pistard più titolato di sempre al pari di Harrie Lavreysen. In questa speciale graduatoria precede il britannico Chris Hoy, vincitore di 11 titoli mondiali, e tre ciclisti a 10 titoli, tra cui il compagno di squadra di molte vittorie e connazionale Florian Rousseau. Si è anche aggiudicato la medaglia d'oro nella velocità a squadre ai Giochi olimpici di Sydney 2000, oltre a due argenti e un bronzo olimpici.
Ritiratosi dall'attività nel 2008, ha detenuto per dodici anni, dal 2001 al 2013, il record del mondo del chilometro da fermo, con il tempo di 58"875.

## Palmarès
- 1996

Campionato europeo, Chilometro
Campionato europeo, Velocità a squadre (con Damien Gerard e Vincent Le Quellec)
- 1997

2ª prova Coppa del mondo, Chilometro (Trexlertown)
Campionato del mondo, Velocità a squadre (con Vincent Le Quellec e Florian Rousseau)
Campionato francese, Chilometro
- 1998

1ª prova Coppa del mondo, Velocità (Cali)
1ª prova Coppa del mondo, Velocità a squadre (Cali, con Laurent Gané e Damien Gerard)
3ª prova Coppa del mondo, Chilometro (Berlino)
Campionato del mondo, Chilometro
Campionato del mondo, Velocità a squadre (con Vincent Le Quellec e Florian Rousseau)
Campionato francese, Chilometro
- 1999

5ª prova Coppa del mondo, Chilometro (Cali)
5ª prova Coppa del mondo, Velocità a squadre (Cali, con Mickaël Bourgain e Vincent Le Quellec)
Campionato del mondo, Chilometro
Campionato del mondo, Velocità a squadre (con Laurent Gané e Florian Rousseau)
Campionato francese, Chilometro
- 2000

3ª prova Coppa del mondo, Chilometro (Messico)
3ª prova Coppa del mondo, Velocità a squadre (Messico, con Mickaël Bourgain e Arnaud Duble)
Giochi olimpici, Velocità a squadre (con Laurent Gané e Florian Rousseau)
Campionato del mondo, Chilometro
Campionato del mondo, Velocità a squadre (con Laurent Gané e Florian Rousseau)
Campionato francese, Chilometro
- 2001

4ª prova Coppa del mondo, Chilometro (Messico)
Campionato del mondo, Chilometro
Campionato del mondo, Velocità
Campionato del mondo, Velocità a squadre (con Laurent Gané e Florian Rousseau)
Campionato francese, Chilometro
- 2002

1ª prova Coppa del mondo, Chilometro (Messico)
1ª prova Coppa del mondo, Velocità a squadre (Messico, con Arnaud Duble e Franck Durivaux)
Campionato francese, Chilometro
- 2004

2ª prova Coppa del mondo, Velocità a squadre (Aguascalientes, con Mickaël Bourgain e Laurent Gané)
Campionato del mondo, Velocità a squadre (con Mickaël Bourgain e Laurent Gané)
Campionato francese, Chilometro
- 2005

4ª prova Coppa del mondo 2004-2005, Velocità a squadre (Sydney, con Grégory Baugé e François Pervis)
Campionato francese, Velocità
- 2006

Campionato del mondo, Velocità a squadre (con Grégory Baugé e Mickaël Bourgain)
- 2007

4ª prova Coppa del mondo 2006-2007, Velocità (Manchester)
Campionato del mondo, Velocità a squadre (con Grégory Baugé e Mickaël Bourgain)
- 2008

3ª prova Coppa del mondo 2007-2008, Keirin (Los Angeles)
3ª prova Coppa del mondo 2007-2008, Velocità a squadre (Los Angeles, con Didier Henriette e Kévin Sireau)
Campionato del mondo, Velocità a squadre (con Grégory Baugé e Kévin Sireau)

## Piazzamenti

### Competizioni mondiali
- Campionati del mondo

Perth 1997 - Chilometro: 4º
Perth 1997 - Velocità a squadre: vincitore
Bordeaux 1998 - Chilometro: vincitore
Bordeaux 1998 - Velocità: 5º
Bordeaux 1998 - Velocità a squadre: vincitore
Berlino 1999 - Chilometro: vincitore
Berlino 1999 - Velocità: 4º
Berlino 1999 - Velocità a squadre: vincitore
Manchester 2000 - Chilometro: vincitore
Manchester 2000 - Velocità a squadre: vincitore
Anversa 2001 - Chilometro: vincitore
Anversa 2001 - Velocità: vincitore
Anversa 2001 - Velocità a squadre: vincitore
Ballerup 2002 - Chilometro: 2º
Ballerup 2002 - Velocità: 4º
Stoccarda 2003 - Chilometro: 3º
Stoccarda 2003 - Velocità: 4º
Stoccarda 2003 - Velocità a squadre: 2º
Melbourne 2004 - Chilometro: 2º
Melbourne 2004 - Velocità a squadre: vincitore
Bordeaux 2006 - Velocità: 8º
Bordeaux 2006 - Velocità a squadre: vincitore
Bordeaux 2006 - Keirin: 3º
Palma di Maiorca 2007 - Velocità a squadre: vincitore
Manchester 2008 - Velocità a squadre: vincitore
Manchester 2008 - Keirin: 4º
- Giochi olimpici

Sydney 2000 - Chilometro: 5º
Sydney 2000 - Velocità a squadre: vincitore
Atene 2004 - Chilometro: 2º
Atene 2004 - Velocità a squadre: 3º
Pechino 2008 - Velocità a squadre: 2º
Pechino 2008 - Keirin: 6º

## Riconoscimenti
- Premio Henry Deutsch de la Meurthe dell'Accademia dello Sport nel 2001
- Velo d'Or francese della rivista Vélo Magazine nel 2001